# Boruta Point
Der Boruta Point ist eine Landspitze an der Danco-Küste des Grahamlands auf der Antarktischen Halbinsel. Sie markiert die nordwestliche Begrenzung der Einfahrt zur Leith Cove im Paradise Harbour.
Polnische Wissenschaftler benannten sie 1999 nach Jan Boruta, Kapitän des Schiffs Jantar bei der von 1984 bis 1985 durchgeführten polnischen Antarktisexpedition.